# بوينغ للدفاع والفضاء والأمن
بوينغ للدفاع والفضاء والأمن (بالإنجليزية: Boeing Defense, Space & Security)‏ المعروفة اختصارا بـ (BDS)، والتي عرفت سابقا باسم شركة بوينغ لأنظمة الدفاع المتكاملة كوحدة تابعة لشركة بوينغ ومسؤولة عن منتجات وخدمات الدفاع والطيران. تشكلت بوينغ لأنظمة الدفاع المتكاملة في عام 2002 من خلال دمج الشركات السابقة «شركة الطائرات العسكرية وأنظمة الصواريخ» (بالإنجليزية: Military Aircraft and Missile Systems)‏ وقسم «الفضاء والاتصالات» (بالإنجليزية: Space and Communications)‏. مما جعل بوينغ للدفاع والفضاء والأمن ثاني أكبر مقاول دفاع في العالم، وكان مسؤولا عن 45٪ من دخل الشركة الأم في عام 2011. ويقع مقر الشركة في بيركلي، ولاية ميسوري، بالقرب من مدينة سانت لويس. وكانت بوينغ أكبر رب عمل في مقاطعة سانت لويس في عام 2000.
بوينغ للدفاع والفضاء والأمن هي المجموعة الموحدة التي ضمت أسماء كبيرة في مجال الطيران، مثل شركة بوينغ للطائرات العسكرية (بالإنجليزية: Boeing Military Airplane Company)‏ وشركة هيوز لأنظمة الأقمار الصناعية (بالإنجليزية: Hughes Satellite Systems)‏ وشركة هيوز للمروحيات (بالإنجليزية: Hughes Helicopters)‏.

## منتجات

### طائرات قاذفة
- بوينغ واي بي-9
- بوينغ دبليو أكس بي-15 (نموذج واحد)
- بوينغ بي-17 القلعة الطائرة
  - بوينغ إكس بي-38 فلاينغ فورتريس
  - بوينغ واي بي-40 فلاينغ فورتريس
  - Boeing C-108 Flying Fortress
  - List of Boeing B-17 Flying Fortress variants
- بوينغ واي 1-20
- بوينغ بي-29 سوبر فورترس
  - بوينغ كي بي-29 سوبرفورترس
  - بوينغ إكس بي-39 سوبرفورترس
  - B-29 Superfortress variants
- بوينغ بي-47 ستراتوجت
- بوينغ بي-50 سوبرفورترس
- بي-52 ستراتوفورتريس
- بوينغ بي-54
- بوينغ إكس بي-55
- بوينغ إكس بي-56
- بوينغ إكس بي-59
- بوينغ تي بي – قاذفة طوربيد

### طائرات عمودية
- بوينغ إيه إتش-6
- إيه إتش-64 أباتشي
- سي إتش-46 سي نايت (Vertol Aircraft Corp.)
- بوينغ سي إتش-47 شينوك (Vertol Aircraft Corp.)
  - بوينغ شينوك (نسخة المملكة المتحدة)
- Boeing Vertol YUH-61
- Boeing Vertol XCH-62
- في-22 أوسبري (مع بيل للمروحيات)
- Quad TiltRotor  [لغات أخرى]‏ (مع بيل للمروحيات)
- آر أيه إتش-66 كومانشي (مع سيكورسكي)، طائرة هليكوبتر لاستطلاع والهجوم الخفيف، إلغاء
- SkyHook JHL-40

### طائرات مقاتلة وهجومية
- بوينغ طراز 15
- بوينغ إف2بي
- بوينغ إف3بي
- بوينغ إكس إف6بي
- بوينغ إكس إف8بي
- بوينغ إف 15 سي إي النسر الصامت
- إف/إيه-18إي/إف سوبر هورنت
  - بوينغ إي إيه-18جي غرولير

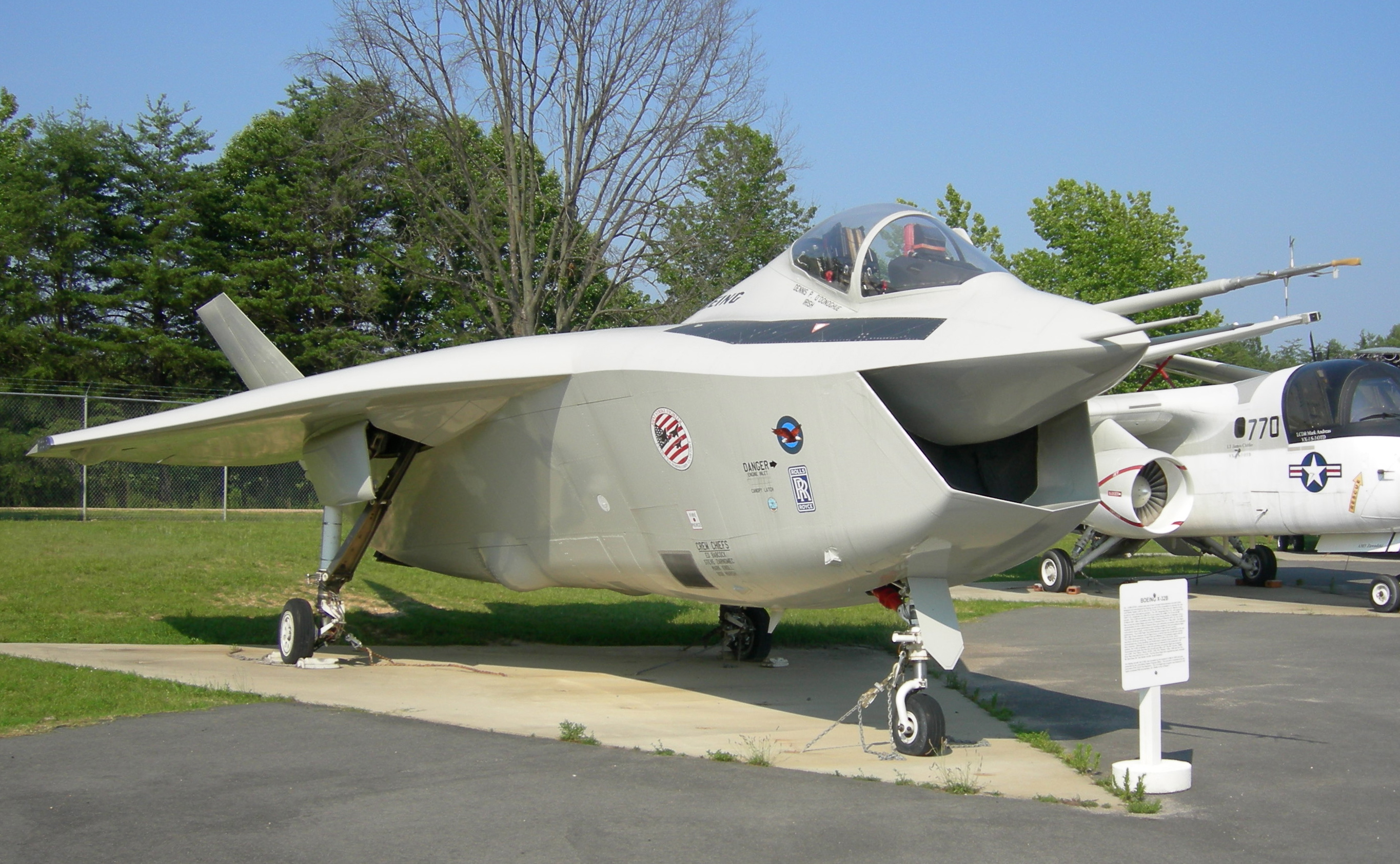
إكس-32بي (X-32B) جوينت سترايك فايتر

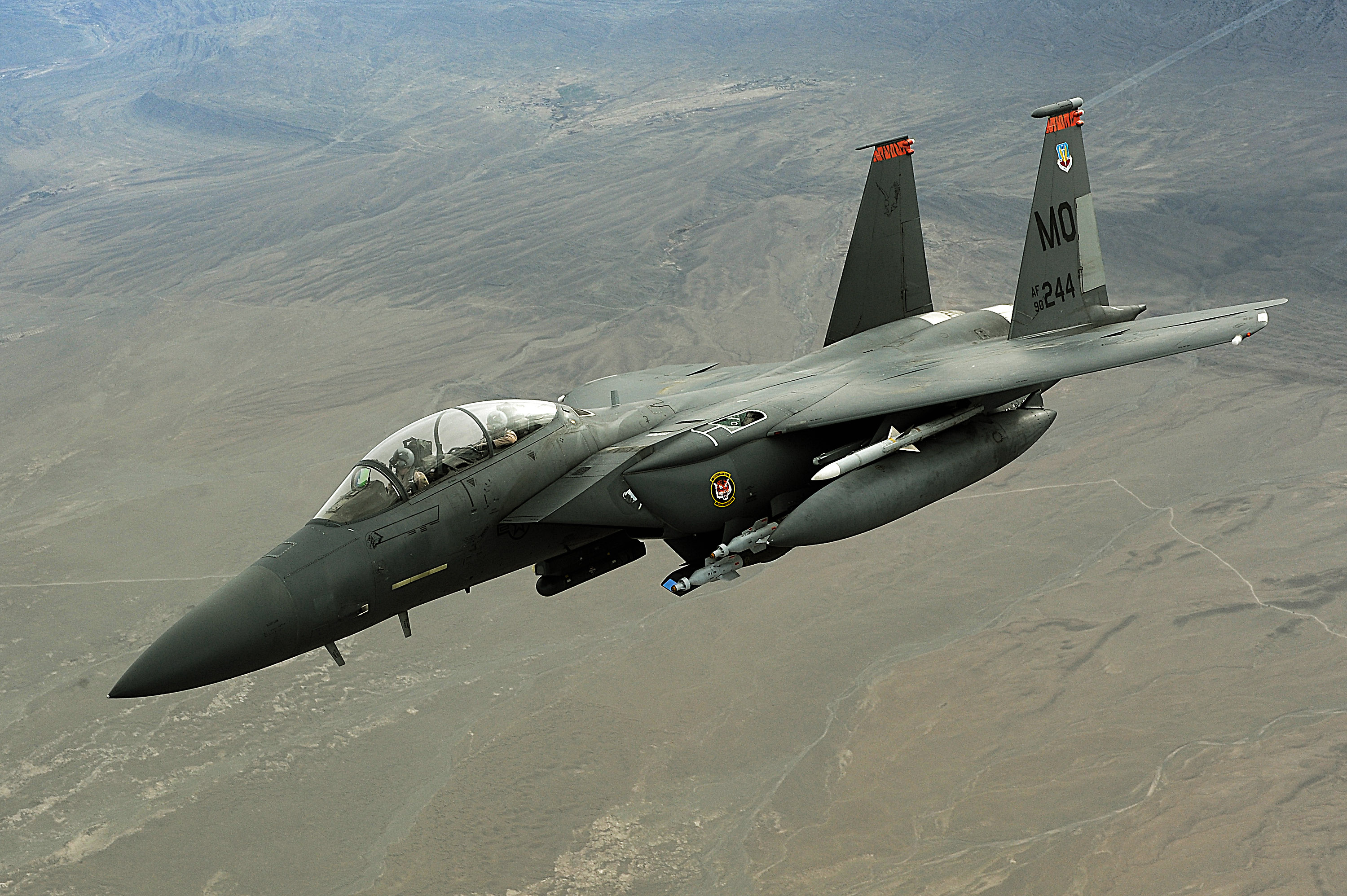
إف-15إي سترايك ايغل

- لوكهيد مارتن إف-22 رابتور (شريك مع المقاول الرئيسي لوكهيد مارتن)
- بوينغ طراز 10
- Boeing XP-4
- بوينغ إكس بيه-7
- بوينغ إكس بيه-8
- Boeing XP-9
- بوينغ بيه-12
- بوينغ إكس بيه-15
- بوينغ بيه-26 بيشوتر
- بوينغ بي-29
- بوينغ إكس-32, دخول بوينغ في برنامج جوينت سترايك فايتر

### طائرات تجريبية
- بوينغ بيرد أوف براي
- بوينغ إكس-40
- بوينغ إكس-53

### طائرات النقل والتزويد بالوقود
- بوينغ واي سي-14
- بوينغ سي-17 غلوب ماستر 3
- بوينغ 727
- بوينغ في سي-25
- بوينغ سي-32
- بوينغ سي-40 كليبر
- بوينغ كيه سي-46 بيغاسوس
- بوينغ سي-97 سترتوفريتر
  - بوينغ كيه سي -97 ستراتوتانكر
- Boeing C-127
- بوينغ سي-135 ستراتوليفتر
  - بوينغ إي سي-135
  - بوينغ كيه سي -135
  - بوينغ أن سي-135

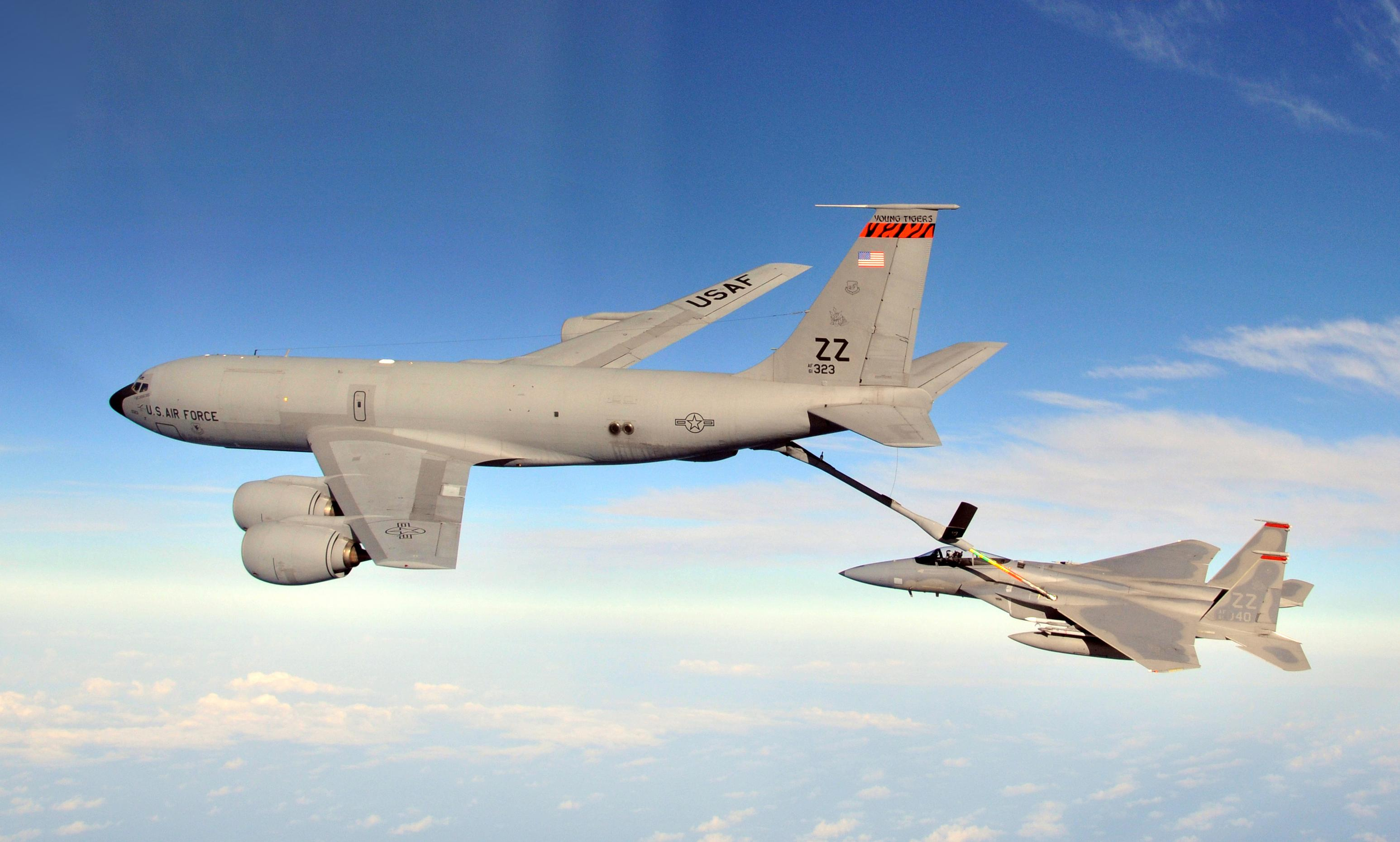
KC-135 Stratotanker refuels F-15C Eagle

  - بوينغ أوسي 135ب أوبن سكايز – (3 اتفاقية السماوات المفتوحة observation aircraft)
  - بوينغ أرسي-135
  - بوينغ دبليوسي-135 كونستانت فينيكس
- بوينغ سي-137 ستراتولاينر
  - بوينغ سي سي-137
- بوينغ كيه سي-767
- Boeing Pelican

### طائرات التدريب
- بوينغ طراز 2
- بوينغ إكس ايه تي-15
- بوينغ أن بي
- بوينغ تي-43 (الملاح المدرب)
- Boeing Skyfox

### طائرات المراقبة وغيرها من الطائرات العسكرية
- بوينغ 737 (AEW&C) Wedgetail
- بوينغ طراز 42
- بوينغ واي إي أل-1 Airborne Laser

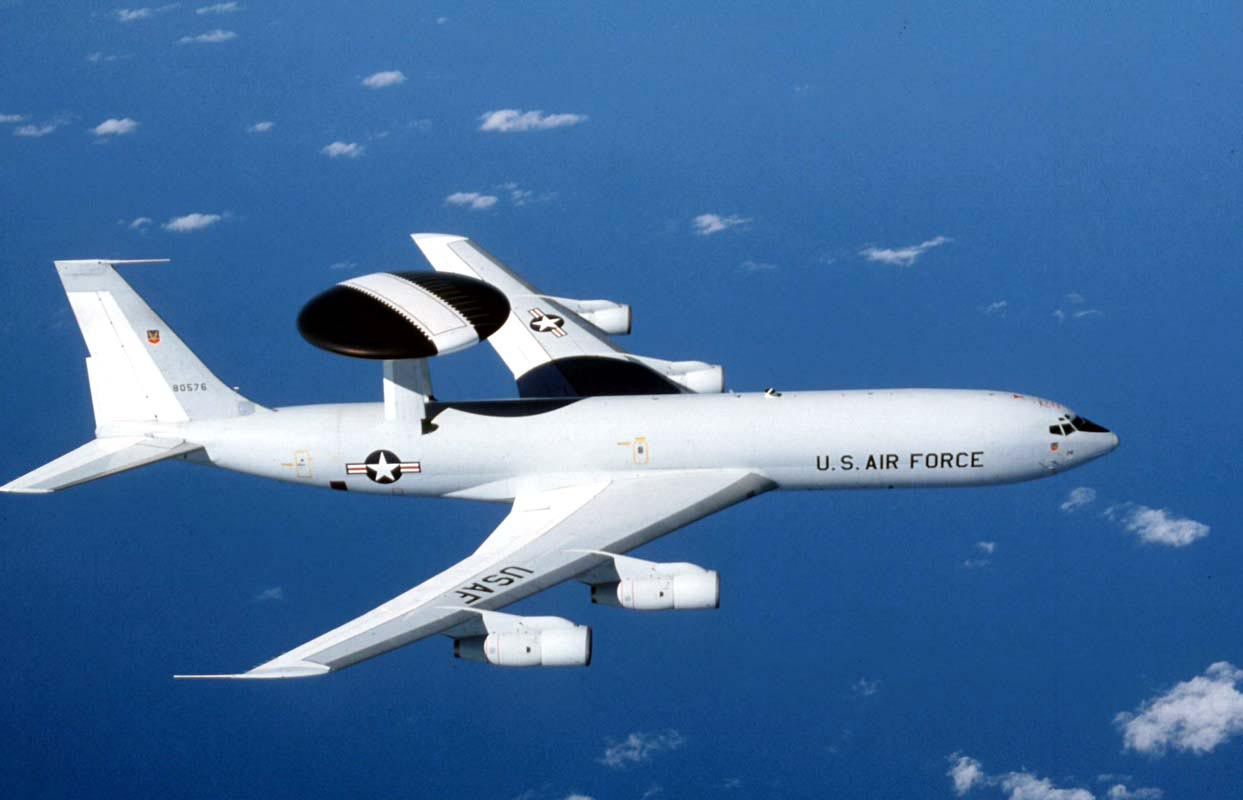
E-3 Sentry

- بوينغ إي-3 سينتري (an نظام الإنذار المبكر والتحكم surveillance aircraft)
- بوينغ إي-4 (Advanced Airborne Command Post)
- بوينغ إي-6
- بوينغ إي-767 (نظام الإنذار المبكر والتحكم)
- بوينغ بيه-8 بوسيدون (الحرب المضادة للغواصات)
- بوينغ أكس بي بي-55
- بوينغ إكس بيه3بي
- طائرة بوينغ أكس بي بيبي-1 سي راينجر

### طائرات متعددة الاستخدام
- بوينغ طراز 1
- بوينغ إل-15 سكوت

### طائرات بدون طيار
- Boeing Insitu RQ-21 Blackjack
- Boeing YQM-94
- Boeing CQM-121 Pave Tiger – anti-radar drone
- بوينغ إكس - 45//%5B%5BBoeing Phantom Ray|Phantom Ray]] – technology demonstrators
- بوينغ إكس-46
- بوينغ إكس-48
- بوينغ إكس-50 – experimental Gyrodyne UAV
- بوينغ إكس-51
- بوينغ أي160 همنغبيرد – development UAV helicopter
- Boeing Condor
- Boeing بوينغ سولار إيغل
- Boeing HALE
- بوينغ انسيتو سكانإيغل
- بوينغ فانتوم أي – in development as high altitude, long range UAV
- بوينغ فانتوم راي
- Boeing Persistent Munition Technology Demonstrator
- بوينغ سولار إيغل
- GQM-163 Coyote
- MA-31

### صواريخ
- CIM-10 Bomarc
- ال جي ام 30 مينتمان
- AGM-69 SRAM
- إيه جي إم-86 صاروخ جوال
- إل جي إم 118 بيسكيبر
- UUM-125 Sea Lance
- AGM-131 SRAM II
- Boeing Ground-to-Air Pilotless Aircraft
- بوينغ هاربون
  - Standoff Land Attack Missile
  - إيه جي إم-84 إتش

### مركبات فضائية ونظم إطلاقها

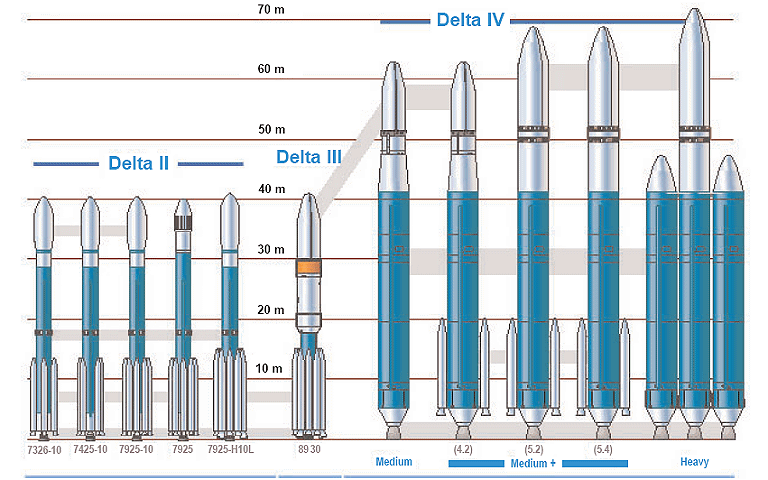
Delta rocket family

شركة بوينغ لخدمات الإطلاق (BLS)، هي مقدم خدمة اطلاق تجاري تابعة لبوينغ. نيابة عن عملائها التجاريين، فأن (BLS) تقوم بإدارة عقود خدمة الإطلاق لصاروخي (دلتا II) و (دلتا IV) التي تتم بواسطة "تحالف إطلاق المتحدة" (بالإنجليزية: United Launch Alliance)‏. في نوفمبر 2010، تم اختيار: بوينغ للدفاع والفضاء والأمن" من قبل وكالة ناسا في أمكانية منح العقود المحتملة "لمركبة إطلاق الرفع الثقيل" مفاهيم النظام، وتقنيات الدفع.
- S-IC first stage
- عربة قمرية
- X-38 Crew Return Vehicle  [لغات أخرى]‏
- Inertial Upper Stage (Titan IV and Space Shuttle)
- محطة الفضاء الدولية
- Solar Orbit Transfer Vehicle
- مركبة مكوك الفضاء المدارية (Rockwell)
- Delta (rocket family) (aka Thor-Delta)
  - دلتا 2 rocket
  - Delta III rocket
  - دلتا 4 (EELV) rocket
- Sea Launch (with إنرجيا، Aker Kværner, and Yuzhnoe)
- سي إس تي-100 manned space capsule

### طائرات فضائية
- بوينغ إكس-20 داينا-سور (canceled)
- بوينغ إكس 37
- بوينغ إكس-40

### أقمار صناعية
- ARGOS (الأقمار الصناعية)
- Autonomous Space Transport Robotic Operations (ASTRO)
- نظام التموضع العالمي (روكويل)
- Integrated Solar Upper Stage
- Kinetic Energy Anti-Satellite Weapon System
- XSS Micro-satellite
- 376 (سابقا هيوز لأنظمة الأقمار الصناعية – HSS)
- 601 (سابقا HSS)
- 702 (سابقا HSS)

### مسابر فضائية
- برنامج المتتبع القمري
- برنامج سيرفيور
- مارينر 10
- مختبر علوم المريخ

### أخرى

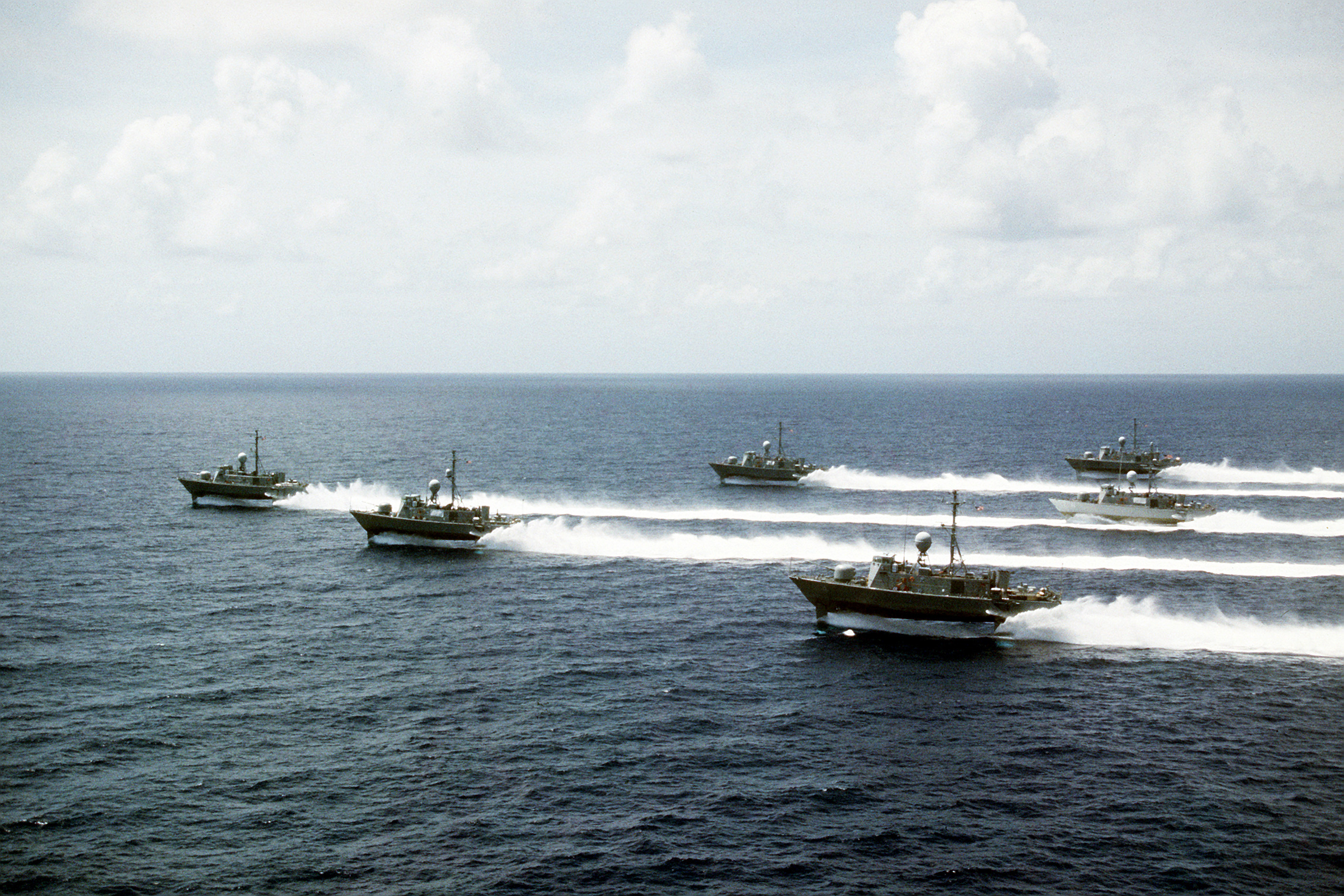
the Pegasus-class hydrofoils

- أفينجر (دفاع جوي) – مركبة دفاع جوي خفيفة الوزن
- بوينغ بيرد أوف براي – stealth aircraft technology demonstrator
- بيغاسوس  [لغات أخرى]‏ hydrofoil patrol craft. 6 built by Boeing Marine